# 10452 Zuev
10452 Zuev eller 1976 SQ7 är en asteroid i huvudbältet som upptäcktes den 25 september 1976 av den rysk-sovjetiske astronomen Nikolaj Tjernych vid Krims astrofysiska observatorium på Krim. Den har fått sitt namn efter Vladimir Evseevich Zuev.
Asteroiden har en diameter på ungefär 4 kilometer och den tillhör asteroidgruppen Flora.